# タグァシパ (小惑星)
タグァシパ (2739 Taguacipa) は、小惑星帯にある小惑星。ジョセフ・ブラディがカリフォルニア州のウィルソン山天文台で発見した。
インカ帝国の神タグァシパに因んで名付けられた。